# Шантоне (Горња Саона)
Шантоне (фр. Champtonnay) насеље је и општина у источној Француској у региону Франш-Конте, у департману Горња Саона која припада префектури Везул.
По подацима из 2011. године у општини је живело 82 становника, а густина насељености је износила 15,65 становника/km². Општина се простире на површини од 5,24 km². Налази се на средњој надморској висини од 201 метар (максималној 259 m, а минималној 212 m).

## Демографија
| 1962. | 1968. | 1975. | 1982. | 1990. | 1999. | 2011. |
| ----- | ----- | ----- | ----- | ----- | ----- | ----- |
| 62    | 70    | 65    | 78    | 80    | 87    | 82    |

График промене броја становника у току последњих година